# Stazione di Brentwood
La stazione di Brentwood è una stazione della Elizabeth Line situata nell’Essex a Brentwood. È dunque il primo impianto fuori Londra. È servita ogni ora da otto treni suburbani transitanti sulle due direzioni della ferrovia sulla Great Eastern Main Line, e nel futuro sono previste ulteriori intensificazioni.